# Căci lumea e pustie și-am atins cerul...
For the World Is Hollow and I Have Touched the Sky este un episod din sezonul al III-lea al serialului original Star Trek. A avut premiera la 8 noiembrie 1968.

## Prezentare
În timp ce McCoy descoperă că suferă de o boală incurabilă fatală, echipajul navei Enterprise se angajează într-o cursă contra cronometru pentru a opri ciocnirea unui asteroid cu o planetă a Federației, ca să descopere apoi că asteroidul este de fapt o navă extraterestră deghizată. Echipajul găsește pe navă o întreagă civilizație care crede că se află pe o planetă și un „Oracol” tiranic, care interzice orice încercare de aflare a adevărului.

## Vezi și
- 1968 în științifico-fantastic